# جاك كرونين
جاك كرونين (بالإنجليزية: Jack Cronin)‏ هو لاعب كرة قاعدة أمريكي، ولد في 26 مايو 1874 في West New Brighton, Staten Island ‏ في الولايات المتحدة، وتوفي في 12 يوليو 1929 في ميدلتاون ،مقاطعة ديلاوير في الولايات المتحدة.

## وصلات خارجية
- جاك كرونين على موقع دوري كرة القاعدة الرئيسي (الإنجليزية)
- جاك كرونين على موقعبيزبول رفرنس.كوم (الدوري الرئيسي) (الإنجليزية)
- جاك كرونين على موقعبيزبول رفرنس.كوم (الدوري الثانوي) (الإنجليزية)